# Rząd koński
Rząd koński – całość przedmiotów, których przeznaczeniem jest umożliwienie jeźdźcowi wygodnego i stabilnego siedzenia na koniu oraz sprawnego nim kierowania.  Ekwipaż koński i uprząż służąca do nałożenia na konia wierzchowego, zaprzęgowego lub jucznego.

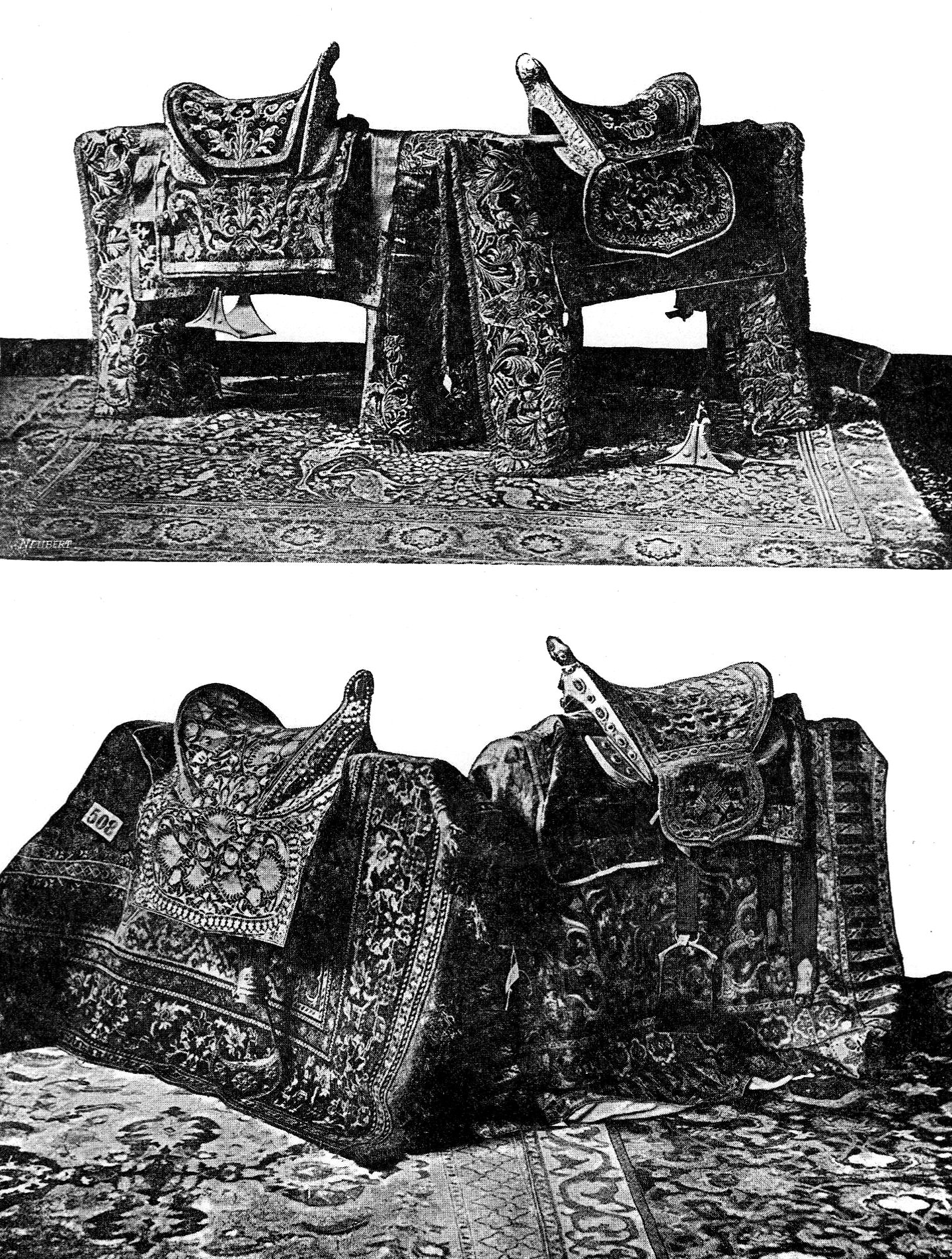
Historyczne ozdobne rzędy polskie

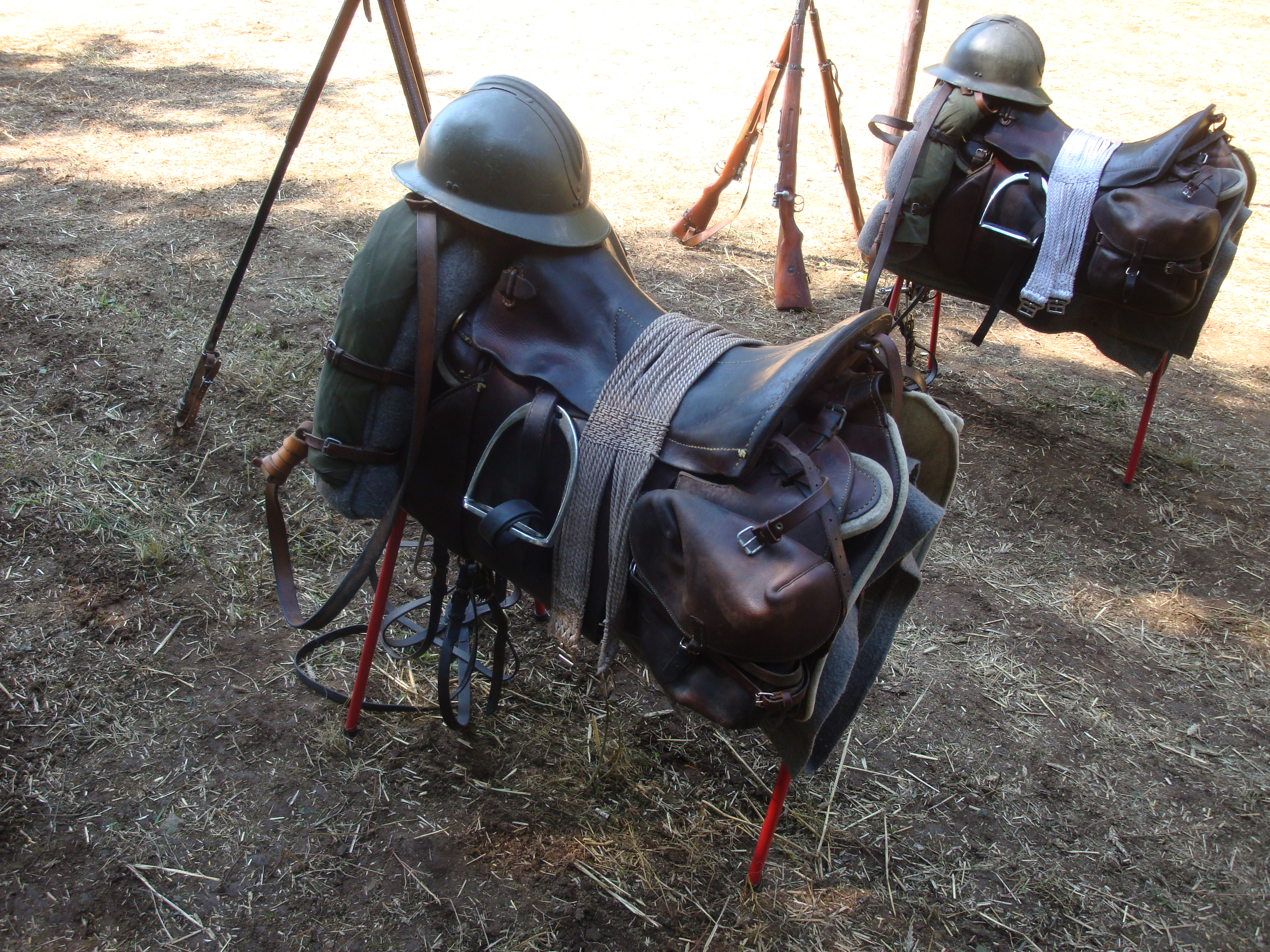
Rząd ułański (rząd koński) ułanów 8 Pułku Strzelców Konnych (1921-39). Rekonstrukcja

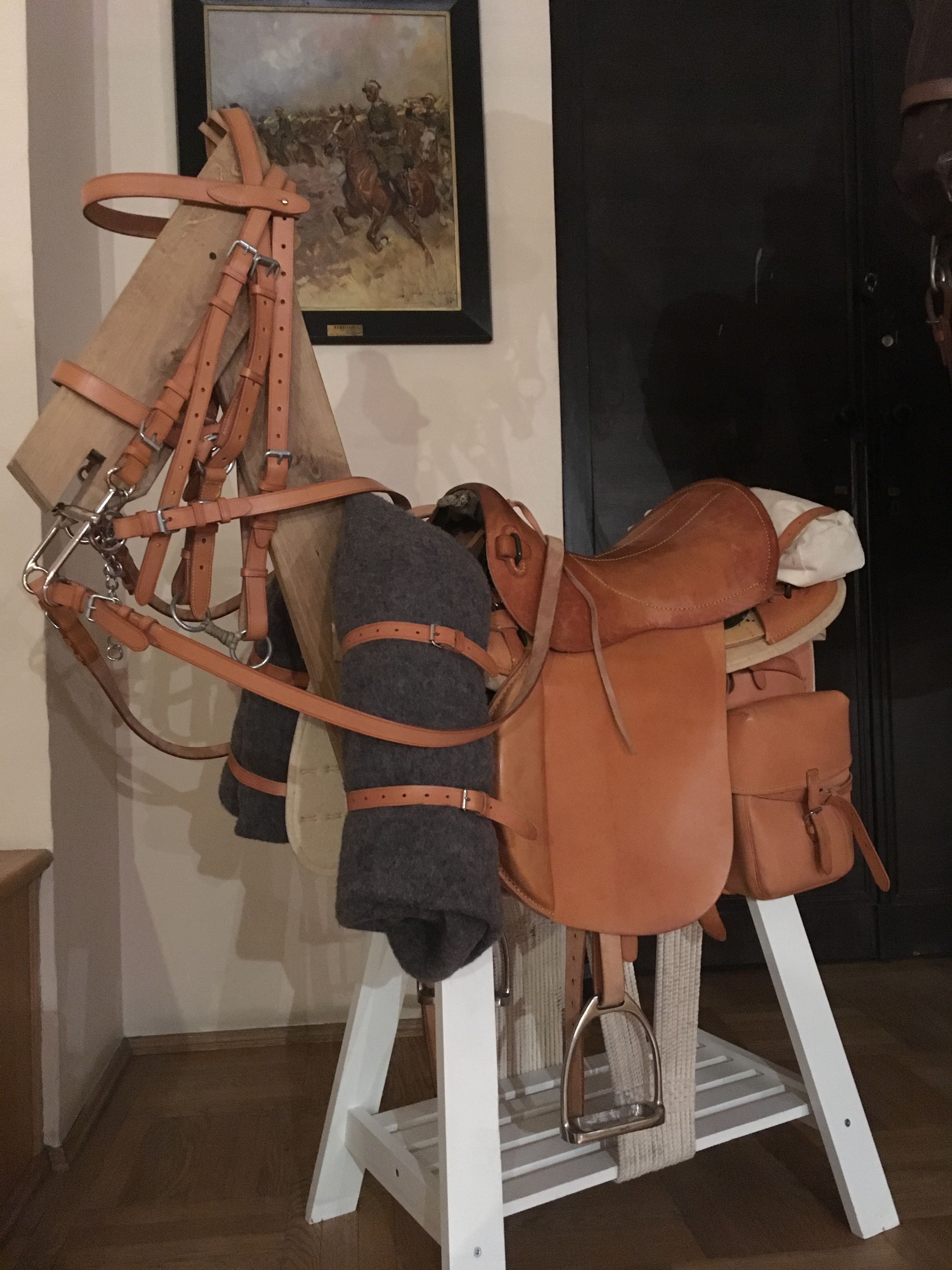
Rząd koński kawalerii II RP - eksponat (replika) w Muzeum Wojska Polskiego w Warszawie

## Rodzaje rzędów końskich
Rozróżnia się rząd koński wierzchowy i zaprzęgowy oraz juczny:
- Wojskowy – wzór z roku 1919, 1929 i 1936;
- Paramilitarny;
- Rekonstrukcyjny;
- Cywilny – rząd koński sportowy (ujeżdżeniowy, skokowy, rajdowy, wyścigowy) oraz rekreacyjny;
- Gospodarski;

### Rząd koński zaprzęgowy
- służy do zaprzęgnięcia konia do powozu zaprzęgowego (taczanka, bryczka, sanie i inne).

### Rząd koński juczny
- służy do przewożenia ładunków na grzbiecie konia w zależności od rodzaju mocowania ładunku.

## Rząd koński
Rząd koński składa się z następujących głównych części:
1. Uzda.
2. Siodło.
3. Dodatkowy sprzęt koński.

## Uzda
Składowe części uzdy: 1. Ogłów wędzidłowy, 2. Ogłów munsztukowy, 3. Kiełzno, 4. Wodze wędzidłowe, 5. Wodze munsztukowe.

## Siodło
Składowe części siodła: 1. Terlica, 2. Pokrycie (skórzane), 3. Puśliska, 4. Strzemiona, 5. Popręg, 6. Powęz – służący do uwiązania konia w warunkach terenowych.

## Dodatkowy sprzęt koński
- Juczki;
- Uździenica.;
- Troki – rzemienie ze sprzączkami, zasuwkami i przystułkami, służące do troczenia płaszcza czy derki etc.[4].

Do sprzętu końskiego również należą:
- czaprak
- strzemię
- popręg
- puślisko
- kantar
- uzda (ogłowie)
- naczółek
- nachrapnik
- wodze
- wędzidło
- munsztuk
- hackamore
- kawecan
- lonża
- czambon
- forgurt
- podogonie
- wytok
- podpierśnik
- napierśnik
- bat
- palcat
- ostrogi
- wypinacze